# Miejska Górka (gromada)
Miejska Górka (do 31 XII 1958 Rozstępniewo) – dawna gromada, czyli najmniejsza jednostka podziału terytorialnego Polskiej Rzeczypospolitej Ludowej w latach 1954–1972.
Gromady, z gromadzkimi radami narodowymi (GRN) jako organami władzy najniższego stopnia na wsi, funkcjonowały od reformy reorganizującej administrację wiejską przeprowadzonej jesienią 1954 do momentu ich zniesienia z dniem 1 stycznia 1973, tym samym wypierając organizację gminną w latach 1954–1972.
Gromadę Miejska Górka z siedzibą GRN w mieście Miejskiej Górce (nie wchodzącym w skład gromady) utworzono 1 stycznia 1959 w powiecie rawickim w woj. poznańskim w związku z przeniesieniem siedziby GRN gromady Rozstępniewo z Rozstępniewa do Miejskiej Górki i zmianą nazwy jednostki na gromada Miejska Górka; równocześnie do nowo utworzonej gromady Miejska Górka włączono miejscowość Niemarzyn ze zniesionej gromady Słupia Kapitulna oraz miejscowości Antoniewo i Zakrzewo ze zniesionej gromady Sarnowa w tymże powiecie.
1 stycznia 1960 do gromady Miejska Górka włączono obszar zniesionej gromady Sobiałkowo w tymże powiecie.
W 1965 gromada miała 27 członków GRN.
4 lipca 1968 do gromady Miejska Górka włączono obszar zniesionej gromady Dłoń w tymże powiecie.
1 stycznia 1970 do gromady Miejska Górka włączono 1.147,70 ha z miasta Miejska Górka w tymże powiecie.
1 stycznia 1972 do gromady Miejska Górka włączono miejscowości Annopol i Jagodnia z gromady Sierakowo w tymże powiecie.
Gromada przetrwała do końca 1972 roku, czyli do kolejnej reformy gminnej. 1 stycznia 1973 w powiecie rawickim reaktywowano zniesioną w 1954 roku gminę Miejska Górka.